# Eteone tulua
Eteone tulua är en ringmaskart som beskrevs av Wilson 1988. Eteone tulua ingår i släktet Eteone och familjen Phyllodocidae. Inga underarter finns listade i Catalogue of Life.